# 山形県立米沢東高等学校
山形県立米沢東高等学校（やまがたけんりつ よねざわひがしこうとうがっこう, Yamagata Prefectural Yonezawa Higashi High School）は、山形県米沢市丸の内にある県立の高等学校。

## 概要
歴史
1898年（明治31年）創立の「米沢市高等女学校」を前身とする。1902年（明治35年）に山形県に移管され、1948年（昭和23年）の学制改革により、新制高等学校となった。現校名になったのは1952年（昭和27年）。2013年（平成25年）に創立115周年を迎えた。
山形県ではもともと男女別学の定義はなされておらず原則として県立の高等学校は男女共学であったが、高等女学校を前身としていたこともあり、米沢東高は1988年（昭和63年）までは事実上女子高校だった。しかし、米沢市内の普通科で男子が入学できる公立高校が県内でも有数の難関校である米沢興譲館高校のみで、興譲館に手が届かない男子にとっては米沢市以外の高校まで通わざるを得ない状況だったために、受験生の父母から米沢東高校の男子入学を求める動きが活発になり、1989年（平成元年）に男子の入学が事実上始まった。
設置課程・学科
全日制課程 普通科 （単位制）
- 1年生は全員共通科目を受ける。1年次より進路志望をとり、国公立4年制大学進学と私立大、専門学校を目指す文系・理系と個人の進路に合わせたコースに分かれる。
- 生徒はみな1日3時間以上の家庭学習時間を持たなければならない。（特に国数英が主）
- 3年次6月からは放課後講習があり、全員が原則的に参加する。

校訓
「修誠」（誠を修める）
1. 美しい品性
2. 高い知性
3. 篤い至誠

校訓にちなみ、PTAを「修誠会」、同窓会を「修誠同窓会」と称している。
校章
校名の「米」を図案化したもの。
校歌

校舎
普通教室棟の旧北校舎は築33年ほどの4階建てであったが、耐震性の問題により建て直された。調理室等がある3階建ての南校舎は耐震工事を行い、現存している。（旧北校舎より南校舎のほうが完成が3年早い。）
通学区
小国町や飯豊町といった遠方から通う生徒がおり、以前は通学が困難な生徒は米沢市内にある下宿から学校に通学していたが、最近ではほとんどいない。
進路
大学や各種専門学校といった上級学校への進学が多い。
同窓会
校訓にちなみ「修誠同窓会」と称している。

## 沿革
高等女学校時代
- 1898年（明治31年）4月1日 - 「米沢市高等女学校」として開校。
- 1902年（明治35年）4月1日 - 山形県に移管され、「山形県立米沢高等女学校」に改称。
- 1946年（昭和21年）4月1日 - 修業年限が5年となる（ただし4年修了時点で卒業することもできた）。
- 1947年（昭和22年）4月1日 - 学制改革（六・三制の実施）が行われる。
  - 高等女学校の募集を停止。
  - 新制中学校を併設し（名称:山形県立米沢高等女学校併設中学校、以下・併設中学校）、高等女学校1・2年修了者を新制中学校2・3年生として収容。
  - 併設中学校は経過措置としてあくまで暫定的に設置されたもので、在校生が2・3年生のみの中学校であった。
  - 高等女学校3・4年修了者はそのまま在籍し、4・5年生となった（4年修了時点で卒業することもできた）。

新制高等学校
- 1948年（昭和23年）4月1日 - 学制改革（六・三・三制の実施）により、高等女学校が廃止され、新制高等学校「山形県立米沢第四高等学校」（女子校）が発足。
  - 通常制普通課程（現・全日制課程普通科）を設置。修業年限を3年とする。
  - 高等女学校卒業者（5年修了者）を新制高校3年生、高等女学校4年修了者を新制高校2年生、併設中学校卒業者（3年修了者）を新制高校1年生として収容。
  - 併設中学校を継承（山形県立米沢第四高等学校併設中学校）し、在校生が1946年（昭和21年）に高等女学校へ最後に入学した3年生のみとなる。
- 1949年（昭和24年）3月31日 - 併設中学校を廃止。
- 1950年（昭和25年）4月1日 - 高校三原則に基づく県立高校の再編が行われる。
  - 山形県立米沢第一高等学校（男子校）と統合され、総合制の「山形県立米沢高等学校」が発足する。
  - 旧・第一高等学校（男子校）校舎を「西校舎」、旧・第四高等学校（女子校）校舎を「東校舎」とし、両校舎の使用を継続。
- 1952年（昭和27年）4月1日 - 統合を解消し、「山形県立米沢東高等学校」（現校名）として独立。
  - 西校舎は山形県立米沢西高等学校に改称（1956年（昭和31年）4月1日に山形県立米沢興譲館高等学校に改称）。
- 1989年（平成元年） - 男女共学となる。
- 1998年（平成10年） - 創立100周年を迎え、修成会館と東校舎が完成。
- 2008年（平成20年）11月 - 新校舎（北校舎）が完成。
- 2011年（平成23年）4月1日 - 進学型単位制に移行。

## 行事
- 4月 - 入学式 対面式
- 5月 - 創立記念式典 地区高校総体壮行式 前期生徒総会
- 6月 - 県高校総体壮行式 音楽部定期演奏会 合唱祭
- 7月 - クラスマッチ（体育祭と呼ばない。）
- 8月 - 文化祭（学園祭と呼ばない）
- 9月 - 地区新人戦壮行式
- 10月 - オープンスクール
- 11月 - 修学旅行
- 1月 - センター試験激励会　スキー授業（１・２年）
- 2月 - 雪灯篭制作ボランティア（1年）
- 3月 - 卒業式 離任式 合格者オリエンテーション

## 部活動
原則として、生徒全員がいずれかの部に所属しなければならない。
文化部
- 英語部
- 放送・演劇部
- 音楽部（声楽･弦楽･吹奏楽）
- 絵画部
- 茶道･華道部
- 食物部
- 書道部
- 科学部
- 文芸部

運動部
- 弓道部
- 剣道部
- ソフトボール部
- 卓球部
- ソフトテニス部
- バスケットボール部
- バドミントン部
- バレーボール部（女子）
- フェンシング部
- 陸上競技部
- サッカー部
- 野球部

愛好会・同好会
- JRC愛好会
ボランティア活動などを行う。なお、JRC愛好会に所属するには、他の部活に所属する必要がある。（2011年（平成23年）をもって、生徒会活動に統合。）

## 徒手体操
- 1年次の体育（授業）では、「徒手体操[1]」と呼ばれる代々伝わる体操がある。

## 著名な出身者
高等女学校時代
- 石山つぎ（第6回生） 
ジョージ・シゲル・石山の母。ジョージ・シゲル・石山は「自分があるのは母のおかげである、母が素晴らしかったのは米沢東高等学校のおかげである」とし、母の母校である本校に寄付をしていた。その一環として、毎年記念リサイタルを開き、各分野で有名な方を招いては講演会やコンサートをひらいている。現在はジョージ・シゲル・石山の長女がその意志を引き継いでいる。
- 丸山千代 - 教育者

新制高等学校
- 青木裕子 - タレント
- 鈴木由紀子 - 作家
- HIZUMI - ミュージシャン（D'espairsRay）
- 小野綾香 - お笑いタレント（ガール座）

## 交通アクセス
最寄りの鉄道駅
- JR東日本 山形新幹線・奥羽本線（山形線）「米沢駅」

最寄りのバス停
- 山交バス 米沢駅より「小野川温泉行き」のバスに乗車し、「興譲小前」バス停で下車。